# Параклисче
Параклисче, също капличка (на полски: kapliczka; на чешки: kaplička) или капелица (на словенски: kapelica), с аналози и на други езици (на немски: heiligenhäuschen – свята къщичка, на нидерландски: veldkapel – полски параклис), е наименование (ползвано от западни славяни и др.) за малка християнска култова постройка.
Религиозната постройка е посветена обикновено на определен светец или на повече светци, предназначена за поклонение и за извършване на някои религиозни обреди. По-рядко е посветена на друг човек или хора.
Представлява междинна форма между параклис и крайпътно светилище, наричано параклисче заради сходните (но много по-ограничени) функции. Разграничават се следните 2 вида такива постройки:
- много малък параклис – сграда, побираща до няколко души, в която рядко се извършва богослужение;
- колонно светилище – с ниша за култови предмети (скулптури, свещи и др.), понякога с покрив и навес за посетители.

Най-често са разположени край пътища и пътеки (но има и частни – на територия с ограничен достъп). Около някои от тях са устроени места за отдих. Крайпътните колони с ниши се срещат предимно в католически райони в Централна Европа и Бенелюкс.

## Галерия
- Южна Чехия
- Бахорец, Южна Полша
- Дили, Източен Тимор
- Южна Чехия
- Зеефелд ин Тирол, Западна Австрия
- Клохерхед, Северно Ейре